# 妖弄蝶屬
妖弄蝶屬（學名：Iton）是弄蝶亞科刺脛弄蝶族裡的一個屬。共有2個物種，分佈於東南亞中南半島一帶。

## 物種
- 妖弄蝶 I. semamora
- 沃森妖弄蝶 I. watsonii

## 腳註
1. ↑  Brower, Andrew V. Z. 2007. Iton de Nicéville 1895. Version 04 March 2007 (under construction). http://tolweb.org/Iton/94967/2007.03.04 （页面存档备份，存于） in The Tree of Life Web Project, http://tolweb.org/ （页面存档备份，存于）

## 外部連結
- 维基共享资源上的相關多媒體資源：妖弄蝶屬
- 維基物種上的相關：妖弄蝶屬
- Iton（页面存档备份，存于） - funet.fi